# Adam Fawer
Adam Fawer (* 1970 in New York City) ist ein US-amerikanischer Wirtschaftswissenschaftler und Schriftsteller. Mit seinem Debütroman Null (Originaltitel: Improbable) gelang ihm 2005 ein internationaler Bestseller.

## Leben
Fawer wuchs in New York auf. Während seiner Kindheit zwang ihn eine Erkrankung der Augen, die fast zur Erblindung geführt hätte, zu mehreren Krankenhausaufenthalten. Nach dem Abschluss der Schule nahm er an der University of Pennsylvania ein Studium der Wirtschaftswissenschaft und der Statistik auf, das er mit einem Master in Statistik abschloss. Für einige Jahre arbeitete er an der Entwicklung mathematischer Modelle. Langeweile führte ihn jedoch wieder an die Universität, und er erwarb an der Stanford Business School den Titel eines Masters of Business Administration. Fawer kehrte nach New York zurück und arbeitete dort für verschiedene Unternehmen, darunter Sony Music, J. P. Morgan und schließlich als Chief Operating Officer für die Internetplattform About.com.
Die Nachricht von der Krebserkrankung einer guten Freundin führte nach eigener Aussage zu einer Wende in seinem Leben. Er erinnerte sich der Bedeutung, die Bücher während seiner Kindheit für ihn hatten. Er gab seinen Job auf und begann mit der Arbeit an seinem Erstlingsroman Improbable (dt.: Null). Im Oktober 2003 erwarb der renommierte Verlag HarperCollins die Rechte an Fawers Manuskript. Im Juli 2007 erschien sein zweiter Thriller Gnosis, womit er problemlos an den Erfolg seines Debüts anknüpfen konnte.
Fawer lebt mit seiner Lebensgefährtin und zwei Söhnen in New York.

## Auszeichnungen
- 2006 International Thriller Award / Best First Novel für Improbable (dt.: Null)

## Werke
- Improbable. Roman, 2005. (Dt. Ausgabe: Null. Übersetzung: Jochen Schwarzer, Frank Böhmert, Andree Hesse. Kindler Verlag, Reinbek 2005, ISBN 3-463-40476-1.)
- Gnosis. Roman, 2007. (Dt. Ausgabe: Gnosis. Reinbek: Kindler Verlag 2007. Übersetzung: Jörn Ingwersen. ISBN 978-3-463-40519-3)